# Litholyse
Der Begriff Litholyse stammt aus dem Griechischen und bezeichnet in der Medizin die medikamentöse Auflösung von Steinen, die sich im Inneren von Organen – wie beispielsweise der Niere oder Galle – gebildet haben.